# Ichthyomys pinei
Ichthyomys pinei — вид гризунів родини хом'якових (Cricetidae). Описаний у 2020 році.

## Назва
Вид названий на честь Рональда Пайна, який займався дослідженнями хребетних тварин у різних країнах на п'яти континентах та опублікував численні наукові статті. В основному спеціалізувався на латиноамериканських кажанах, гризунах та сумчастих.

## Поширення
Ендемік Еквадору. Поширений в горах на заході країни на висоті 2600 м над рівнем моря. Трапляється серед чагарникової рослинності.

## Опис
Тіло завдовжки 130 мм, хвіст — 135 мм.